# مارون جلاسيه
مارون جلاسيه أو مارون غلاسيه (بالفرنسية: marrons glacés)، هي حلوى تتألف من الكستناء (أبو فروة) المغطاة بشراب السكر (القطر أو الشيرة). مارون تعني كستناء أي أبو فروة أو اللون الاحمر الغامق وغلاسيه لأن عليها طبقة مزججه بالسكر فتلمع مثل الثلج.

## التاريخ
ظهرت المارون جلاسيه (الكستناء المسكرة) في مناطق زراعة الكستناء في شمال إيطاليا وجنوب فرنسا بعد فترة وجيزة من عودة الصليبيين إلى أوروبا مع السكر. سمح الطهي بالسكر بإنشاء حلويات جديدة. ربما تم تقديم حلوى الكستناء المسكرة في بداية القرن الخامس عشر في بيدمونت، من بين أماكن أخرى. لكن المارون جلاسيه على النحو المعروف عليه (مع اللمسة الأخيرة من «التزجيج»)، ربما تم إنشاؤها في القرن السادس عشر فقط. يتنازع ليون وكونيو على الفضل لإضافة طبقة التزجيج أو التثليج الذي تصنع المارون جلاسيه الحقيقي.
تمت كتابة أقدم السجلات المعروفة لوصفة المارون جلاسيه خلال القرن السادس عشر من قبل طباخ إيطالي عمل لدى تشارلز إيمانويل الأول، دوق سافوي [1580] والفرنسيين في نهاية القرن السابع عشر في قصر فرساي التابع للويس الرابع عشر. في عام 1667، نشر فرانسوا بيير لا فارين، رئيس طهاة المطبخ لمدة عشر سنوات لنيكولا شالون دو بليه، ماركيز أوكسيليس (بالقرب من ليون ومنطقة إنتاج الكستناء)، والشخصية الأولى لحركة المطبخ الحديث في ذلك الوقت، الكتاب الأفضل مبيعا "Le parfaict Confiturier" (الحلويات المثالية). يصف فيه "la façon de faire marron pour tirer au sec" («طريقة صنع الكستناء حتى تجف»)؛ قد يكون هذا هو السجل الأول لوصفة المارون جلاسيه. تعني كلمة "Tirer au sec"، في سياق صناعة الحلويات، «إزالة (ما يتم تسويته) من الشراب». تم تحرير كتاب لا فارين ثلاثين مرة على مدار خمسة وسبعين عامًا. كما يوجد اقتباس آخر قديم باللغة الفرنسية من عام 1690. افتتح كليمون فوجييه أول مصنع لإنتاج المارون غلاسيه صناعيا في عام 1882.

## صناعة مارون جلاسيه
فواكه قطر السكر، Fruits in Sugar Syrup
تحفظ الفواكه (كستناء) في قطر السكر بعد أن تحضر بمعالجتها نيئة أو مسبقة الطبخ، أو جزء منها (يمكن أن يكون مسبق الطبخ تحت الفراغ) بمحلول من السكروز الشديد التركيز يحتوي أيضا قطر النشاء. يضاف النشاء لتعزيز شفافية المنتج ونعومته وسهولة تناوله. وملبس قشور الليمون أو البرتقال. أمثلة على هذا النوع من المنتجات. توفر الأنواع الأخرى منتجات وسطية تعالج لاحقا لإعطاء المربيات والحلوى من الفاكهة: الفاكهة المطلية (يغسل هذا النوع من الفاكهة ويعامل بمحلول سكري يحتوي الصمغ العربي ثم تجفف بعدئذ في 30-35 ° م) أو الفاكهة الملبسة؛ وفيها تغطس الفاكهة بعد تجفيفها وطليها في محلول سكري مرکز ثم تجفف لإعطاء القشر الملبس.
ومن أنواع المنتجات الأخرى الفاكهة المبلورة وفيها تلف الفاكهة المجففة والمطلية فوق السكر الحبيبي أو سكر الملبس، ثم تخضع لتجفيف إضافي. ولتحقيق مظهر لماع صقيل، تعرض للبخار فترة وجيزة.

## الاستخدامات
يمكن أن تؤكل المارون جلاسيه بمفردها.
وتعتبر كريمة الكستناء (Crème de marrons) عنصرًا أساسيًا في الحلويات الأخرى، مثل مونت بلان (Mont Blanc) المهروس مع القشدة أو الآيس كريم أو الكعك أو الصلصة الحلوة. كما يمكن إستخدامها لزخرفة للحلويات الأخرى.

## الإعداد
يتم غلي الكستناء ثم تجفيفها وإزالة القشرة. ثم توضع الكستناء في القطر وتترك لتغلي لمدة ساعة على نار هادئة. يتم إطفاء النار ثم تترك في القطر لمدة يوم كامل وتكرر العملية أكثر من مرة. أخيرا، تصفى الكستناء من القطر.

## استهلاك

### مكسرات

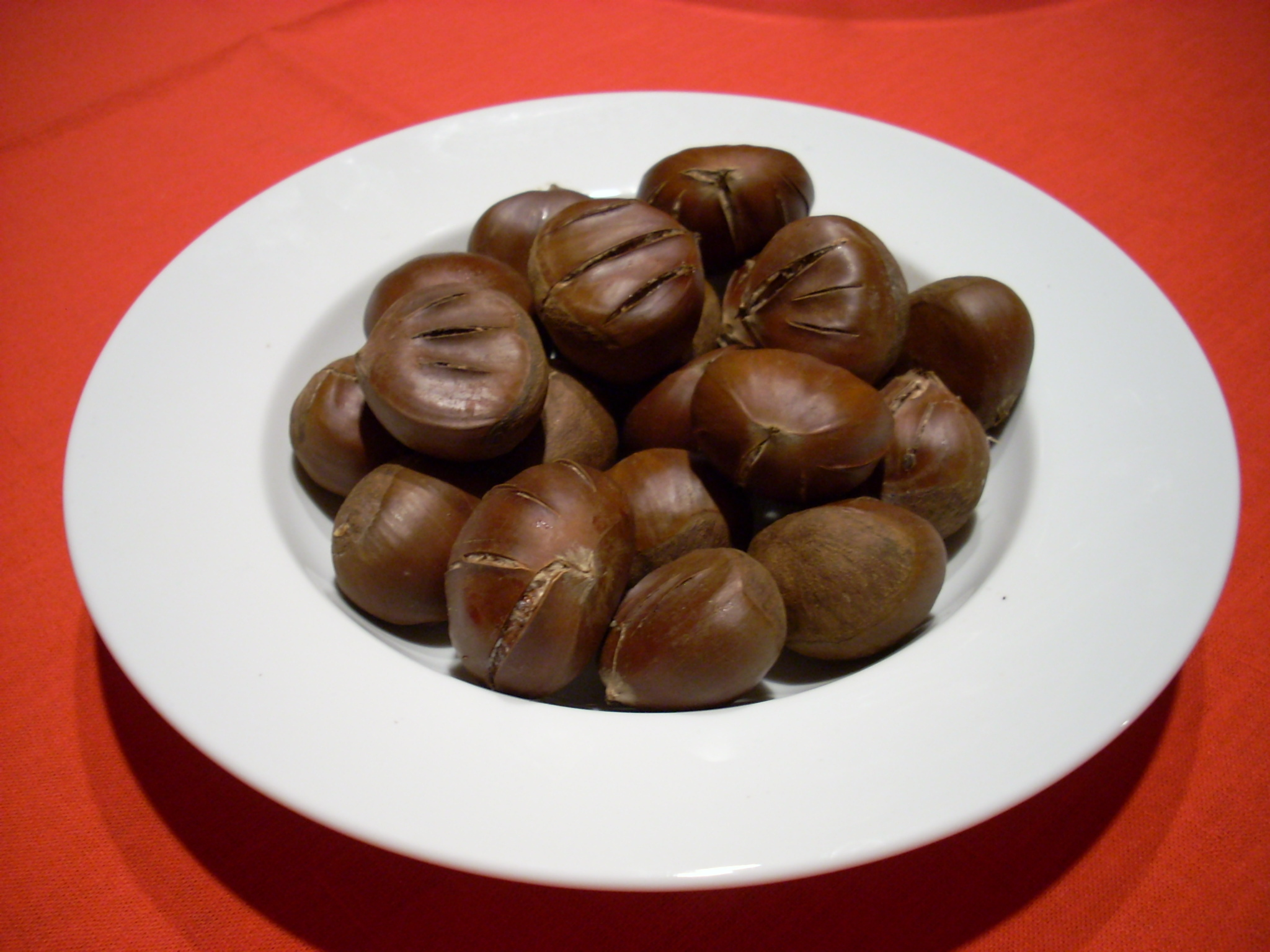
كستناء مشوية

المكسرات من المحاصيل الغذائية في جنوب أوروبا وجنوب غرب وشرق آسيا، وكانت أيضاً مهمةً في شرق أمريكا الشمالية قبل وصول مرض لفحة الكستناء. في العصور الوسطى، كانت المجتمعات التي تقطن الغابات في جنوب أوروبا تعتمد على الكستناء كمصدر رئيسي للكربوهيدرات حيث كان الحصول على دقيق القمح صعباً. يمكن الكستناء المكسرات ان تؤكل مشوية أو مغطاةً بالسكر أو العصير، وفي فرنسا تباع كحلوى تحت اسم مارون جلاسيه (بالفرنسية: marrons glacés)‏.
في بلدان شمال غرب أوروبا تؤكل الكستناء نيئة بعد تقشيرها (و هذا الاستخدام غير معروف في أمريكا الشمالية). ليس من السهل تقشير الكستناء الطازجة، ولذلك تترك في درجة حرارة الغرفة ل24-48 ساعة ليصبح تقشيرها سهلاً باستخدام سكين مطبخ.

### القيمة الغذائية
| المكونات             | الكميات | مقارنة مع تفاحة |
| -------------------- | --- | --------------- |
| بروتين               | about 3 g/100g to 4 g/100g. | 0.2 g/100g.     |
| دهنيات               | from less than 2 g/100g to 2.6 g/100g. No cholesterol                                                                                        | 0.1 g/100g.     |
| سكريات – نشا         | 28 g/100g to 44 g/100g. They contain twice as much starch as the potato.                                                                     | xx              |
| سكريات – سكر انحلالي | 8.1 g/100g in soluble سكر، سكر أحاديs and سكر ثنائيs, mainly سكروز، جلوكوز، فركتوز، and, in less amount, ستاكيوز، and raffinose. 3.3 g/100g. | 1.0 g/100g.     |
| مجموع السكريات       | 32.1 g/100g. | 14.0 g/100g.    |
| رماد                 | 1 g/100g. | xx              |
| ألياف غذائية         | 20 g/100g ou 14.9 g/100g. | 0.1 g/100g.     |
| ماء                  | High water content: superior to 52%. | 84.8%.          |
| حديد                 | 1 mg/100g to 1.2 mg/100g. 0.7 mg/100g. | 0.3 mg/100g.    |
| زنك                  | 0.4 mg/100g. | 88 mg/100g.     |
| نحاس                 | mentioned. | xx              |
| منغنيز               | mentioned. | xx              |
| فوسفور               | 85 mg/100g to 89 mg/100g. | xx              |
| بوتاسيوم             | 500 mg/100g. 468 mg/100g. | 110 mg/100g.    |
| مغنسيوم              | mentioned. | xx              |
| كبريت                | mentioned. | xx              |
| صوديوم               | mentioned. 1.1 mg/100g. 0.8 mg/100g. | 1.0 mg/100g.    |
| كالسيوم              | 38 mg/100g to 40 mg/100g. 17.6 mg/100g. | 7.0 mg/100g.    |
| فيتامين بي1          | mentioned. (anti-beriberic, or aneurin, or فيتامين ب1) 0.22 mg/100g.                                                                         | xx              |
| فيتامين بي2          | mentioned. (فيتامين ب2) 0.35 mg/100g. | xx              |
| فيتامين بي3          | (nicotinic acid, نياسين or orniacin) 1.4 mg/100g.                                                                                            | xx              |
| فيتامين ج            | 50 mg/100g, as much as in the lemon. | xx              |